# Riolus somcheticus
Riolus somcheticus là một loài bọ cánh cứng trong họ Elmidae. Loài này được Kolenati miêu tả khoa học năm 1846.